# 游泰
游泰（1459年—1533年），南直隶淮安府盐城县西北乡交睦庄（今江苏建湖县建阳镇交睦村）人，字仲亨，号东园，明朝驸马都尉，明英宗第六女隆庆公主的丈夫。

## 生平
生于天顺三年己卯（1459年）六月八日，成化九年（1473年），隆庆公主下嫁游泰，游泰被明宪宗任命为驸马都尉。
成化十五年（1479年），隆庆公主薨。驸马都尉游泰带刀入直。
成化、弘治、正德、嘉靖四朝皆领宿卫。
弘治十八年（1505年）二月，驸马都尉游泰请求朝廷赐其父兵马副指挥游杰谕祭，明孝宗特许。游泰有十二子，只有四子一女长大成人，其中游泰与隆庆公主所生的女儿游芝（英国公張崙的夫人），其馀四子，分别为游鉉、游鉞、游锜、游錫，四子都是公主去世后的庶出。游銘、游欽、游錦、游鍾、游鎧、游锳、游鐩、游镃皆早卒。
同年六月，明武宗授驸马都尉游泰庶子游铉为锦衣卫百户，之前游泰之子游钦恩授世袭百户。
游钦死后，游泰请以游铉袭封，而且请求升为正千户。兵部以为不可，特授游铉百户。
嘉靖十二年（1533年）十月十八，游泰卒，年七十四，与公主合葬于翠微山，明世宗赐祭葬如例。

## 家族
伯祖父游彦真。祖父游麟（或游鱗，字彦清），正统初以战功官懷遠衛百户。父游杰（字思池），襲百户，以子貴晋副千户，调府軍右衛。母馬氏，封宜人。
游泰五个女儿皆先于其卒于家，女婿为安遠侯柳文英、英國公張崙、丰润伯曹栋、騰驤右指挥徐深、新宁伯谭綸。